# Ленггріс
Ленггріс (нім. Lenggries) — громада в Німеччині, розташована в землі Баварія. Підпорядковується адміністративному округу Верхня Баварія. Входить до складу району Бад-Тельц-Вольфратсгаузен.
Площа — 242,90 км2. Населення становить 10 077 ос. (станом на 31 грудня 2020).